# Боггс, Гейл
Гейл Шарли́н Боггс (англ. Gail Charlene Boggs; 10 августа 1951, Монтклэр, Нью-Джерси, США) — американская актриса

.

## Биография и карьера
Гейл Боггс, дочь арбоиста Уилли Боггса и диетолога Элис, всегда мечтала стать бродвейской звездой. Её профессиональный актёрский прорыв пришёлся на 1971 год, когда она сыграла Сильвию с гастролирующей группой в Австралии в поп-рок-версии пьесы Шекспира «Два веронца». Она подписала контракт с агентством Уильяма Морриса и сыграла в нескольких спектаклях, включая рок-оперу «Мать-Земля», бродвейское ревю «Иисус Христос — суперзвезда» и «Кандид, или Оптимизм».
В интервью 1975 года она сообщила, что случайная встреча с Тоддом Рандгреном на перекрёстке на Манхэттене привела её к исполнению бэк-вокала, вместе со своими подругами Дарси Миллер и Лорой Ниро, во втором альбоме Феликса Кавалье, «Destiny», перед тем как начать петь вместе с Hall & Oates в «War Babies», а также с Карли Саймон в «Spy» и «Come Upstairs». В середине 1970-х годов, Боггс была вокалисткой и ударницей в составе «The Striders» вместе с «The Original Flying Machine» — выпускником Джоэля «Бишопа» О'Брайена и Робби Дюпри. Боггс также была вокалисткой в недолгой группе Дэвида Саншеса «Tone».
В 1984 году Боггс снялась в одном из ночных клубов кабаре «Шоу Гейл Боггс» на «Наверху на Грин-стрит». Шоу проходило еженедельно в течение следующих полутора лет. Боггс была одной из первых, кто услышал запись Мадонны «Like a Virgin», и она подтолкнула лауреата «Грэмми», автора песен и продюсера Найла Роджерса, к выпуску песни в качестве первого сингла с грядущего альбома Мадонны. Изображения Боггс можно найти в архиве Марты Своп в Нью-Йоркской публичной библиотеке.
В 1987—2001 годы Боггс была замужем за актёром озвучивания и музыкальным редактором Эриком Ларсоном, от которого у неё есть две дочери — актриса Уилли Ларсон и бывшая гимнастка Мэтти Ларсон (род. 20 мая 1992).

## Избранная фильмография
| Год  |   | Русское название     | Оригинальное название | Роль           |
| ---- | - | -------------------- | --------------------- | -------------- |
| 1988 | ф | И Бог создал женщину | And God Created Woman | Дениз          |
| 1990 | ф | Привидение           | Ghost                 | Сестра Оды Мэй |
| 1991 | ф | Кудряшка Сью         | Curly Sue             | Эниз Холл      |
| 1999 | ф | Эд из телевизора     | EDtv                  | Жена           |